# Myocastor
Myocastor es un género de roedores histricomorfos endémico de América del Sur. Posee una única especie viviente: Myocastor coypus, llamada comúnmente «coipo», «coipú», «nutria roedora», o de una manera más ambigua «nutria», la que habita en humedales del sur de América del Sur. También cuenta con una especie extinta: Myocastor perditus, encontrada en el sur de Bolivia.

## Descripción original y especies
El género Myocastor fue descrito originalmente por el naturalista escocés Robert Kerr en el año 1792.
Se subdivide en 2 especies:
- Coipo (Myocastor coypus) (Molina, 1782). Es la única especie viviente de este género. Es originaria de los humedales  del Cono Sur de América del Sur.[2] Como es un animal de excelente piel, empleada en peletería para hacer con ella prendas de vestir, se ha convertido en una especie doméstica, criada en todo el mundo como animal de granja pelífera, contando ya con múltiples variedades comerciales originadas de mutaciones. Desde dichos establecimientos, ha escapado a los ecosistemas acuáticos locales, colonizándolos, generando poblaciones asilvestradas en casi todos los continentes. Por ello está incluido en la lista de las 100 de las especies exóticas invasoras más dañinas del mundo[3] de la Unión Internacional para la Conservación de la Naturaleza.

- Myocastor perditus (Ameghino, 1902).[4] Es una especie extinta exhumada de los depósitos del Pleistoceno medio del departamento de Tarija, en el sur de Bolivia.[5]